# Johannes Baptist Neuhäusler
Johannes Baptist Neuhäusler (Erdweg, 27 gennaio 1888 – Monaco di Baviera, 14 dicembre 1973) è stato un vescovo cattolico, teologo e attivista tedesco.

## Biografia

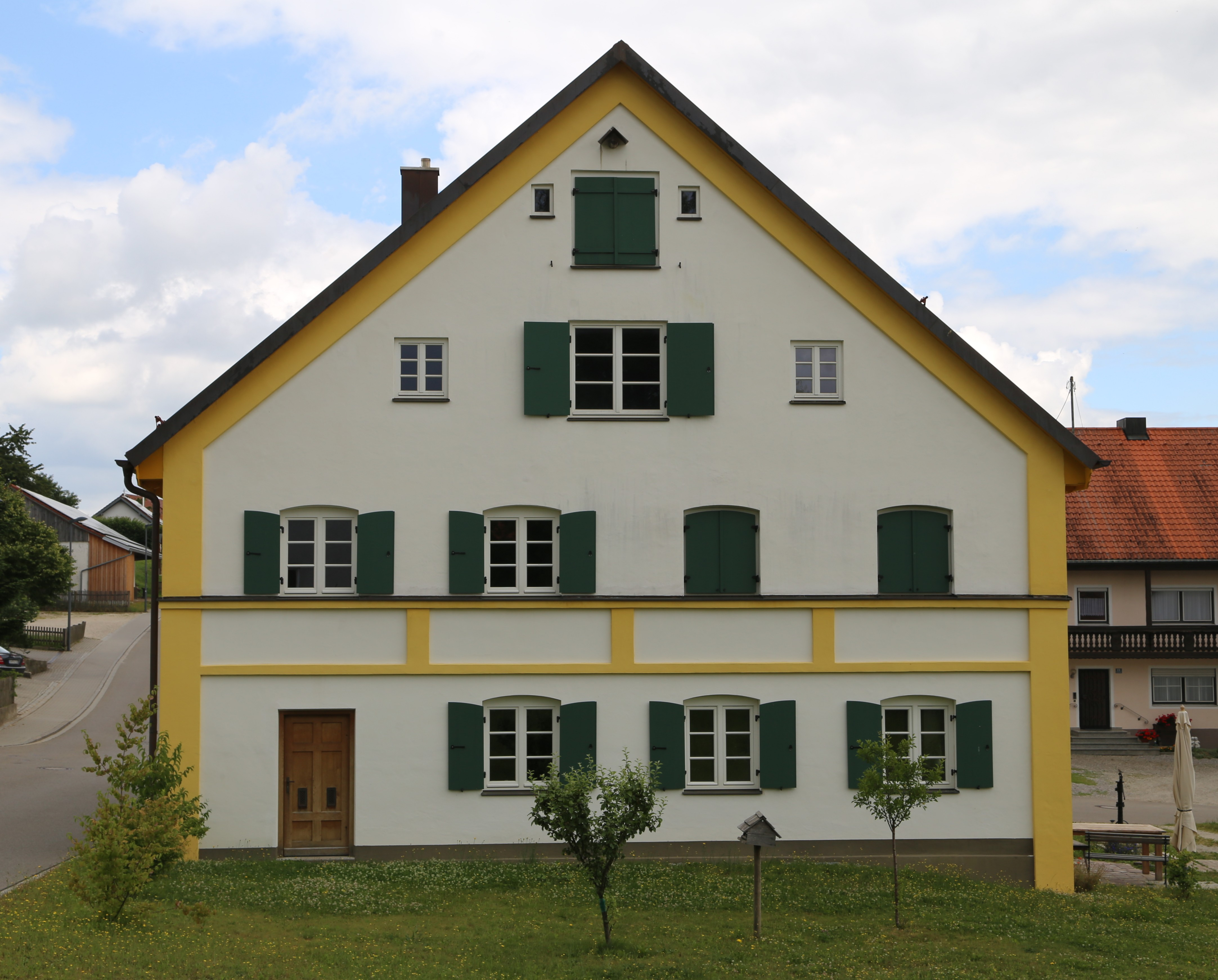
Casa natale di monsignor Johannes Baptist Neuhäusler (2016).

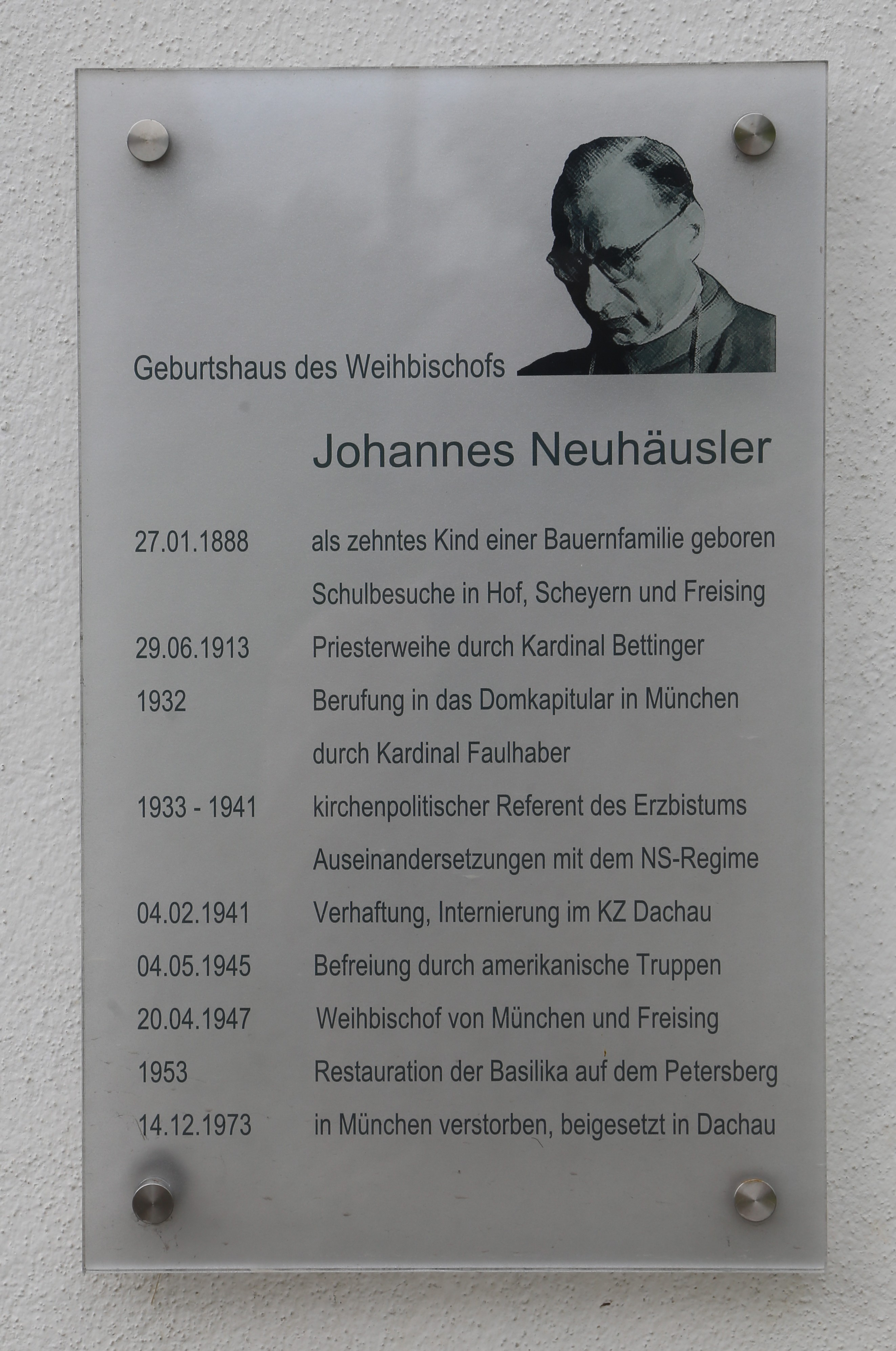
Targa informativa presente nella sua casa natale.

Johannes Baptist Neuhäusler nacque a Erdweg il 27 gennaio 1888 e proveniva da una famiglia di agricoltori. Oltre all'agricoltura, i suoi genitori Magdalena e Georg, gestivano anche un negozio di cereali. Aveva otto fratelli.

### Formazione e ministero sacerdotale
Dopo aver frequentato la scuola elementare nell'ex castello del principe vescovo di Eisenhofen a Hof, nel 1899, all'età di undici anni fu inviato al seminario arcivescovile di Scheyern. Conseguì buoni voti al liceo di Frisinga e nel 1909 superò l'esame di ammissione al rinomato seminario Georgianum di Monaco di Baviera.
Il 29 giugno 1913 fu ordinato presbitero per l'arcidiocesi di Monaco e Frisinga nel duomo di Frisinga dal cardinale Franziskus von Bettinger. Per i tre anni successivi fu vicario parrocchiale a Oberaudorf am Inn. Poi fu chiamato a Monaco di Baviera, dove lavorò come segretario generale della Ludwigs-Missionverein, la più antica e più grande organizzazione missionaria del Regno di Baviera fondata nel 1838. Nel 1925 fondò l'ufficio bavarese per i pellegrinaggi. In riconoscimento di ciò, fu nominato prelato d'onore e gli fu permesso di accompagnare il suo superiore, il cardinale Michael von Faulhaber, al Congresso eucaristico mondiale di Chicago nel 1926.
Nel 1928 fu coinvolto nella fondazione dell'Istituto medico missionario di Würzburg, della cui associazione di supporto divenne il primo presidente. Nella casa di ritiro di Fürstenried fondò il seminario "San Mattia". Nel 1932 il cardinale Faulhaber lo nominò canonico del capitolo della cattedrale. Immediatamente dopo la presa del potere da parte di Adolf Hitler il cardinale lo nominò anche consigliere politico dell'arcivescovado con il mandato esplosivo di preparare un attento dossier sugli attacchi del regime nazista alla Chiesa cattolica per intervenire diplomaticamente contro di esso.
Neuhäusler sentì la gravità e il pericolo di questo incarico ma lo eseguì ubbidientemente dal 1933 al 1941, "fino a esattamente quello che mi aspettavo in innumerevoli giorni negli otto anni successivi - il mio arresto", come scrisse nel suo libro Amboß und Hammer. Già nella settimana di Pentecoste del 1933, durante la "Giornata internazionale della società cattolica" tenutasi a Monaco di Baviera e organizzata da monsignor Neuhäusler, molti partecipanti provenienti da tutto il mondo furono picchiati dalle SS e dalle SA e quindi l'evento dovette essere fermato in anticipo. Le proteste scritte e i discorsi personali, rivolti anche alle più alte gerarchie della Germania nazista, furono infruttuosi e cominciò a essere sorvegliato dalla Gestapo che lo arrestò brevemente già nel 1934.
Le missioni politiche della Chiesa si svolsero a stretto contatto con il nunzio pontificio apostolico a Monaco di Baviera Alberto Vassallo di Torregrossa e con il cardinale segretario di Stato Eugenio Pacelli. Nell'aprile del 1942 il cardinale Faulhaber mandò i saluti del papa ai detenuti del campo di concentramento di Dachau. Pertanto, con la collaborazione di Neuhäusler il 13 gennaio 1937, i vescovi presentarono un memorandum al governo del Reich contro la continua violazione del Reichskonkordat. Secondo i ricordi di Neuhäusler le violazioni erano:
- contrasti alla Santa Sede;
- ostacoli alla proclamazione della fede e della cultura;
- confisca di lettere pastorali;
- abusi sui chierici;
- uso statale di sacerdoti senza permesso dei vescovi;
- oppressione degli ordini religiosi;
- violazioni delle proprietà ecclesiastiche;
- aver posto in cattiva luce l'istruzione religiosa nelle scuole;
- lotta contro la scuola confessionale;
- insegnanti anticristiani anche nelle scuole confessionali;
- formazione anti-religiosa degli insegnanti;
- oppressione delle scuole private monastiche;
- rimozione degli insegnanti monastici;
- persecuzioni contro i funzionari cattolici;
- annientamento delle associazioni professionali cattoliche;
- attacchi al Concordato e averlo interpretato in modo unilaterale.

Per evitare un'escalation dello scontro con il regime nazista, Neuhäusler dovette anche ammonire i critici all'interno della Chiesa ad essere cauti. Scomparve un memorandum del prete cattolico Emil Muhler. Nell'agosto del 1940 negoziò con la Gestapo la scarcerazione del sacerdote gesuita Rupert Mayer, detenuto per sette mesi in isolamento nel campo di concentramento di Sachsenhausen. Egli fu trasferito al confino nel monastero benedettino di Ettal e probabilmente si salvò la vita. Su richiesta di papa Pio XI, che gli aveva chiesto di "inviare rapporti affidabili", Neuhäusler usava dei "coraggiosi postini", principalmente l'avvocato Josef Müller, il cosiddetto "Ochsensepp", che in seguito divenne il primo presidente dell'Unione Cristiano-Sociale in Baviera e che portò tutti i rapporti segreti di Neuhäusler a Roma. Grazie a Josef Müller e a Robert Leiber, segretario personale di papa Pio XII, l'ambasciatore britannico presso la Santa Sede veniva regolarmente informato della situazione.
Neuhäusler dovette subito affrontare numerosi indagini. Nel giugno del 1936 organizzò la resistenza dell'intero clero diocesano contro il divieto della polizia di diffondere una lettera pastorale nella quale i vescovi bavaresi condannavano pubblicamente l'espulsione degli insegnanti monastici dalle scuole. La stessa cosa accadde di nuovo l'anno successivo, quando stampò e distribuì oltre 40 000 copie dell'enciclica papale Mit brennender Sorge. Nonostante le sue numerose attività anti-naziste, fu arrestato solo il 4 febbraio 1941. Nel suo libro Saat des Bösen, Neuhäusler sospetta che il motivo dell'arresto è da ricercare nella pubblicazione del libro The Persecution of the Catholic Church in the Third Reich (Londra 1940 e New York 1942). Anche se pubblicato in modo anonimo, il materiale tradiva inequivocabilmente le origini bavaresi e i legame con la Santa Sede dell'autore. Monsignor Neuhäusler trascorse tre mesi di isolamento nella prigione di polizia di Berlino e il 24 maggio fu trasferito al campo di concentramento di Sachsenhausen. Al suo arrivo Neuhäusler fu "accolto" dagli schiaffi di un uomo delle SS. Il 10 luglio 1941 ritornò in Baviera e venne incarcerato nel campo di concentramento di Dachau. Ebbe come compagni il pastore Karl Kunkel, Michael Höck, caporedattore del quotidiano della Chiesa cattolica di Monaco e il pastore protestante Martin Niemöller.

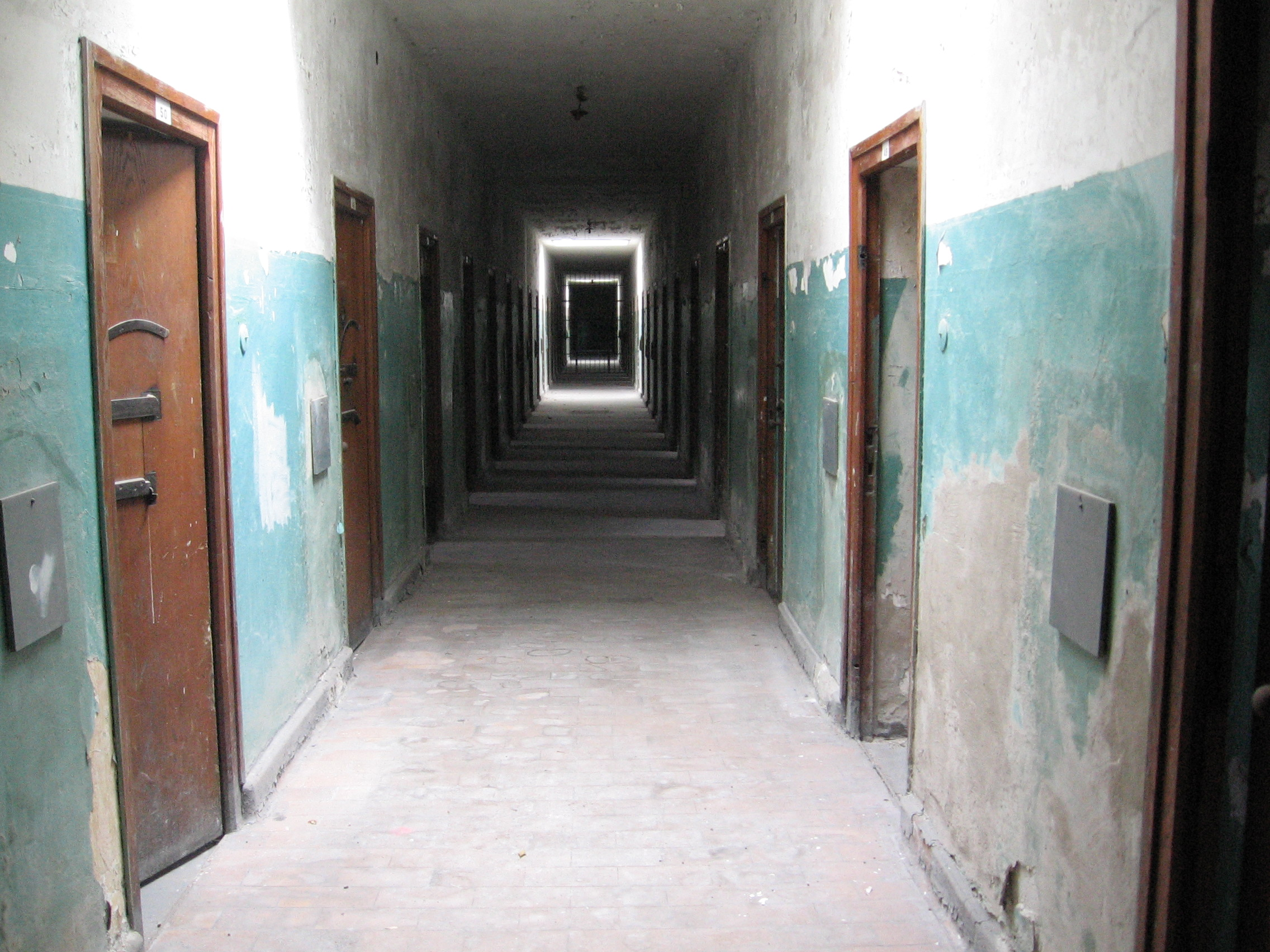
Il bunker che ospitava i prigionieri speciali come Neuhäusler.

La Gestapo sperava che Niemöller potesse convertirsi tramite le pressioni dei suoi compagni cattolici e scendere a compromessi. I sacerdoti rifiutarono di farlo e si sollevarono a vicenda nei quasi quattro anni di detenzione attraverso l'aiuto reciproco e i servizi congiunti. A Dachau ebbe anche un breve contatto con Georg Elser, organizzatore di un attentato contro Adolf Hitler.
Il 24 aprile 1945, dopo più di quattro anni di detenzione, Neuhäusler, insieme ad altri prigionieri di Dachau (tra cui l'ex cancelliere austriaco Kurt Alois von Schuschnigg, il teologo protestante Martin Niemöller, l'artista di cabaret e successivamente religiosa Isa Isaehr, delle famiglie Stauffenberg e Goerdeler, del principe Guglielmo di Prussia, del colonnello generale Franz Halder e del presidente della Hjalmar Schacht) furono trasferiti in autobus dalle SS in Alto Adige. Rifiutò di fuggire quando l'autobus ebbe un guasto al Brennero per non abbandonare i suoi 135 compagni di prigionia. Il 30 aprile e il 4 maggio, i prigionieri speciali detenuti a Niederdorf, nella Val Pusteria, furono liberati dai soldati della Wehrmacht, guidati dal capitano Wichard von Alvensleben, o delle truppe americane.
Il 22 maggio 1945, Neuhäusler, che fu portato a Roma dagli americani, ricevette la buona notizia della liberazione di molti importanti prigionieri via Radio Vaticana. Tra essi vi era anche l'ex primo ministro francese Léon Blum, il primo ministro ungherese Miklós Kállay e i membri delle famiglie Stauffenberg e Goerdeler. Il giorno seguente venne ricevuto in udienza da papa Pio XII.
Immediatamente dopo la sua liberazione, Neuhäusler iniziò a scrivere la sua opera principale, Kreuz und Hakenkreuz, che fu pubblicata nel marzo del 1946 dal cardinale Faulhaber. L'opera documenta la resistenza della Chiesa cattolica al nazionalsocialismo ed è rivolto in particolare ai critici delle azioni della Chiesa di quel periodo.

### Ministero episcopale

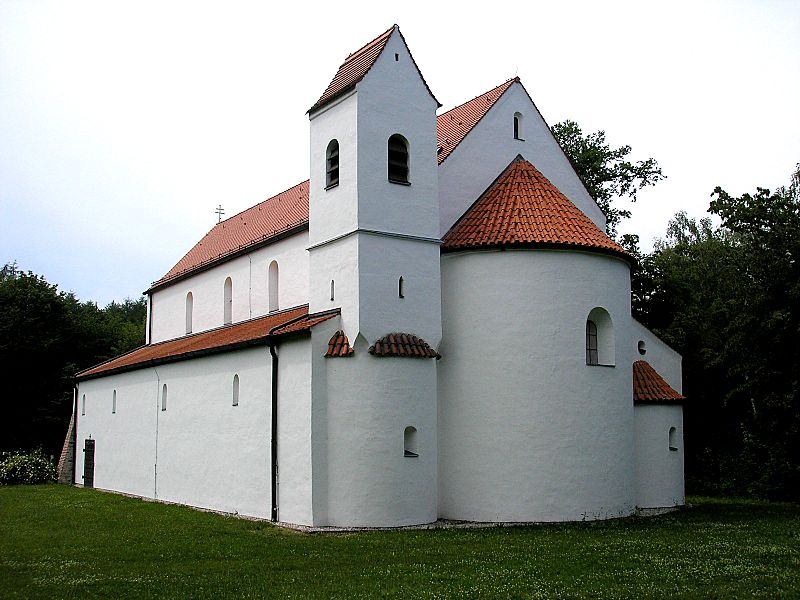
Basilica di Petersberg, vista da sud-est.

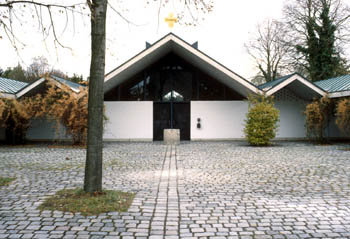
Cortile interno del carmelo del Santissimo Sangue a Dachau.

L'8 febbraio 1947 papa Pio XII lo nominò vescovo ausiliare di Monaco e Frisinga e titolare di Calidone. Ricevette l'ordinazione episcopale il 20 aprile successivo dal cardinale Michael von Faulhaber, arcivescovo metropolita di Monaco e Frisinga, coconsacranti il vescovo di Fargo Aloysius Muench e il vicario apostolico di Svezia Johann Evangelist Müller.
Nel 1947 ottenne un dottorato honoris causa presso l'Università Ludwig Maximilian di Monaco.
Il 29 ottobre 1950 ordinò diacono nel duomo di Frisinga il seminarista Joseph Aloisius Ratzinger, divenuto poi papa Benedetto XVI.
Sebbene fosse stato imprigionato in un campo di concentramento, Neuhäusler fece una campagna per ottenere il rimpatrio dei presunti criminali di guerra tedeschi che rimasero imprigionati all'estero anche per molti anni dopo la guerra. Insieme al vescovo protestante Theophil Wurm, a Florentine Rost van Tonningen e a Helene Elisabeth von Isenburg, nel 1951 fondò l'Associazione per gli aiuti silenziosi ai prigionieri di guerra e agli internati. Il consigliere legale e amministratore delegato del comitato, Rudolf Aschenauer, rappresentò i presunti criminali di guerra in tribunale ed era attivo nell'ambiente dell'estremismo di destra.
Nel 1953, in adempimento di un voto fatto durante la sua detenzione, iniziò il restauro della basilica di Petersberg, vicino al suo villaggio natale di Erdweg e a Dachau.
Nel 1955 divenne il prevosto del capitolo metropolitano di Monaco di Baviera. Nel 1961 papa Giovanni XXIII lo nominò assistente al Soglio Pontificio.
Nel 1960, insieme al cardinale Joseph Wendel, organizzò il 37º Congresso eucaristico mondiale di Monaco di Baviera e inaugurò la cappella dell'Agonia di Cristo sul sito di quello che sarebbe poi diventato il Memoriale del campo di concentramento di Dachau.
Partecipò alle ultime tre sessioni del Concilio Vaticano II.
Nel 1964 al confine nord dell'ex campo di concentramento di Dachau promosse la costruzione del Carmelo del Santissimo Sangue, un convento di monache carmelitane.
Dal 1968 al 1972 fu vicario episcopale per la regione nord dell'arcidiocesi di Monaco e Frisinga.
Morì a Monaco di Baviera il 14 dicembre 1973 all'età di 85 anni dopo una grave malattia. È sepolto nel monastero carmelitano da lui fondato.
Nel 1974 gli fu intitolata una scuola nel Franziskuswerk Schönbrunn (un distretto di Dachau).

## Citazioni
- "State beneficiando del fatto che non avete mai sperimentato una dittatura e soprattutto una dittatura di persone che non conoscevano coscienza né responsabilità e che erano determinate a usarle senza pietà. Non sarete mai in grado di immaginare quanto sia stato difficile prendere una decisione, soprattutto se dovevi prenderla non solo per te stesso, ma per gli altri, forse centinaia di migliaia di persone, e temere per la tua libertà e la tua vita. Dovreste considerare queste difficoltà. Allora sareste più riservati sulle vostre critiche contro la Chiesa cattolica e i suoi vescovi".
- "Non conosco un'entità che ha resistito così apertamente e con tale coraggio nell'era terroristica che ha minacciato la libertà e la vita, come fece il clero bavarese il 21 giugno 1936". (In una lettera pastorale che si opponeva all'esclusione dei religiosi dal servizio scolastico) Considerava suo superiore non la Gestapo ma i vescovi "per difendere Dio e i diritti umani".
- "Siamo passati attraverso il fuoco e l'acqua, ma poi ci hai tratti fuori in un luogo di refrigerio. Canta al suo nome lodi e la sua gloria!" (Salmo 66, citato alla conclusione del suo libro Kreuz und Hakenkreuz)

## Opere
- Kreuz und Hakenkreuz. Der Kampf des Nationalsozialismus gegen die katholische Kirche und der kirchliche Widerstand. Verlag d. Kath. Kirche Bayerns, München 1946.
- Zeugen der Wahrheit, Kämpfer des Rechts gegen den Nationalsozialismus. Verlag d. Kath. Kirche Bayerns, München 1947.
- Festpredigt zur Überführung d. H. H. P. Rupert Mayer S. J. in die Unterkirche des Bürgersaals in München am 23.5.1948. Verl. d. Kath. Kirche Bayerns, München 1948.
- Die Altarweihe. Verlag d. Kath. Kirche Bayerns, München 1948.
- Die Bischofs-Weihe: Zusammenfassung der Riten zur Konsekration. Zusammengestellt v. Johann Neuhäusler, Echter-Verlag, Würzburg 1949.
- What was it like in Concentration Camp at Dachau? An attempt to come closer to the truth. Transl. from German in: Johannes Neuhäusler [Hrsg.], Trustees for the Monument of Atonement in the Concentration Camp at Dachau. Munich/Dillinger, Manz, (um 1955–um 1961).
- Richtlinien der deutschen Bischöfe für die Feier der heiligen Messe in Gemeinschaft. (Für d. Inh. verantwortl.: Joh. Neuhäusler), Erzbischöfl. Ordinariat, München 1961.
- Wie war das in Dachau? Ein Versuch, der Wahrheit näherzukommen. Kuratorium für Sühnemal KZ Dachau, Verlagsanstalt vorm. G. J. Manz AG, München/Dillingen 1960.
- Saat des Bösen. Kirchenkampf im Dritten Reich. Manz Verlag, München 1964.
- Amboß und Hammer. Erlebnisse im Kirchenkampf des Dritten Reiches. Manz Verlag, München 1967.

## Genealogia episcopale
La genealogia episcopale è:
- Cardinale Scipione Rebiba
- Cardinale Giulio Antonio Santori
- Cardinale Girolamo Bernerio, O.P.
- Arcivescovo Galeazzo Sanvitale
- Cardinale Ludovico Ludovisi
- Cardinale Luigi Caetani
- Cardinale Ulderico Carpegna
- Cardinale Paluzzo Paluzzi Altieri degli Albertoni
- Papa Benedetto XIII
- Papa Benedetto XIV
- Papa Clemente XIII
- Cardinale Bernardino Giraud
- Cardinale Alessandro Mattei
- Cardinale Pietro Francesco Galleffi
- Cardinale Giacomo Filippo Fransoni
- Cardinale Carlo Sacconi
- Cardinale Edward Henry Howard
- Cardinale Mariano Rampolla del Tindaro
- Cardinale Rafael Merry del Val
- Cardinale Andreas Frühwirth, O.P.
- Cardinale Franziskus von Bettinger
- Cardinale Michael von Faulhaber
- Vescovo Johannes Baptist Neuhäusler